# Coney Island (Bermuda)
Coney Island ist eine Insel von Bermuda, gelegen am westlichen Rand des Castle Harbour zwischen der Südwestspitze von Saint George’s Island und der Nordostspitze von Grand Bermuda, der bermudischen Hauptinsel.
Von Grand Bermuda führt ein 200 Meter langer, durch eine schmale Brücke (Groto Bay Bridge) unterbrochener Fahrdamm auf das kleine Coney Island. Da die alte Eisenbahnbrücke nach Saint George's Island zerstört ist, kann man von hier aus die östlich gelegenen Inseln im Saint George’s Parish nur noch auf dem Wasserweg erreichen. Eine Alternative ist der durchgängige Fahrdamm The Causeway, welcher 800 Meter östlich von Coney Island liegt und zum Flughafen auf Saint David’s Island führt.
Der Name der Insel ist von Coney, der englischen Bezeichnung für den Karibik-Juwelenbarsch (Cephalopholis fulva), eine Fischart der Cephalopholis aus der Gattung der Zackenbarsche abgeleitet, welcher in der Gegend um Coney Island in großer Zahl vorkommt.

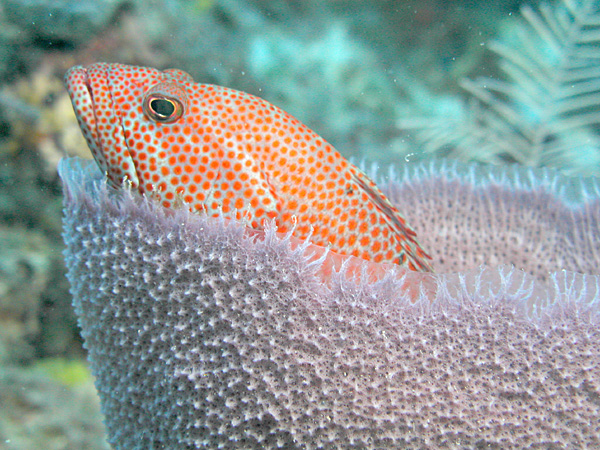
Coney (Fisch)